# Dentimachus rufiabdominalis
Dentimachus rufiabdominalis là một loài tò vò trong họ Ichneumonidae.